# Niongretenga
Niongretenga es una comuna del departamento de Gounghin de la provincia de Kouritenga en la región Centro-Este de Burkina Faso. En 2006 contaba con una población de 1 104 personas.

## Demografía
| Año  | Población |
| ---- | --------- |
| 1985 | 1.004     |
| 1996 | 1.247     |
| 2006 | 1.104     |

### Barrios
| Vecindario | Población (2006) |
| ---------- | ---------------- |
| feria      | 295              |
| Nakomnabin | 197              |
| natenga    | 345              |
| tabranne   | 266              |